# Marc Terenzi
Marc Eric Terenzi (Natick, 27 giugno 1978) è un cantante statunitense.

## Biografia
Nato in Massachusetts, è di origini italiane. Ha fatto parte della boy band Natural, che ha pubblicato due album nei primi anni 2000. Nel 2005 ha pubblicato il suo primo album solista Awesome, che ha avuto un buon successo in Germania, Austria e Svizzera.

## Discografia

### Album
- 2005 - Awesome
- 2008 - Black Roses